# Henry Fromanteel Lytton-Cobbold
Henry Fromanteel Lytton-Cobbold, 3e baron Cobbold (né le 12 mai 1962) est un scénariste britannique. Il est l'actuel propriétaire et occupant de Knebworth House dans le Hertfordshire, en Angleterre.

## Biographie
Il est le fils de David Lytton-Cobbold (2e baron Cobbold), et succède à son père dans la baronnie de Cobbold en mai 2022. Il est marié à Martha Boone, père de deux enfants, Morwenna Gray  et Edward. Il est un arrière-arrière-arrière-petit-fils du romancier Edward Bulwer-Lytton.
Scénariste de formation, Lytton-Cobbold est assistant au tournage de The Shooting Party, dont une partie est tournée à Knebworth House, et travaille ensuite sur Ouragan sur l'eau plate. De 1987 à 1993, il vit à Los Angeles et scénarise plusieurs émissions de télévision, dont Lake Consequence . Il retourne en Grande-Bretagne et vit dans le village de Knebworth jusqu'en 2000, date à laquelle il reprend la gestion quotidienne de Knebworth House de son père. Il continue à exercer son métier durant cette période, scénarisant Night of Abandon, un épisode des Red Shoe Diaries, en 1997 .
En 2008, il remporte  un débat avec Scott Rice, fondateur du Bulwer–Lytton Fiction Contest, un concours de mauvaise écriture parrainé chaque année par l'Université d'État de San José, au sujet de la réputation littéraire de son ancêtre, Bulwer-Lytton. Le débat a lieu à Lytton, en Colombie-Britannique, du nom de la romancière, le maire précise que la ville est du côté de Bulwer-Lytton. En 2017, Lytton-Cobbold publie un livre en deux volumes sur Emily Bulwer-Lytton, la fille de son ancêtre Edward Bulwer-Lytton.

## Ouvrages
Henry Lytton Cobbold and Mary Letitia Greene: In the Bosom of Her Father - The Life and Death of Emily Bulwer Lytton, édition illustrée complète en deux volumes, Knebworth 2017, (ISBN 978-0-9539649-5-6)